# Denise Ephraim
Denise Ephraim (* 1971), verheiratete Denise Jones (auch: Jone), ist eine ehemalige nauruische Sprinterin. Bei den Leichtathletik-Weltmeisterschaften 1987 vertrat sie gemeinsam mit Rick Hiram ihr Heimatland.

## Leben und Karriere
Im Juli 1986 nahm Ephraim als einzige nauruische Teilnehmerin an den ersten Juniorenweltmeisterschaften im Olympiastadion Athen teil; sowohl über 100 Meter (13,70 s) als auch über 200 Meter (28,80 s) war sie die langsamste aller Läuferinnen und schied damit nach den Vorläufen aus dem Wettbewerb. Am 29. August 1987 belegte sie bei den Weltmeisterschaften im Olympiastadion Rom im dritten Vorlauf über 100 Meter in einer Zeit von 13,69 Sekunden den siebten und letzten Platz. Unter den 51 Teilnehmerinnen der Vorläufe waren lediglich die Sudanesin Moutwakil Abdelkarim und die Malediverin Jyhan Hassan-Didi langsamer. Bei den South Pacific Mini Games im August 1989 in Nukuʻalofa (Tonga) kam Ephraim über 100 Meter (13,64 s) wie auch über 200 Meter (28,32 s) jeweils nicht über die Vorläufe hinaus. Im Dezember 1993 schied sie bei den South Pacific Mini Games in Port Vila (Vanuatu) abermals nach dem Vorlauf über 100 Meter aus (14,46 s). 2006 wurde sie als Schatzmeisterin in den Vorstand der Nauru Basketball Association, im folgenden Jahr zur Schatzmeisterin der Nauru Athletics Association gewählt. Ephraim stammt aus dem Distrikt Boe und ist seit Februar 1990 mit Gerard Jones verheiratet; Rosa Mystique Jones ist die gemeinsame Tochter des Ehepaares.